# Savigné-l'Évêque
Savigné-l'Évêque è un comune francese di 4 156 abitanti situato nel dipartimento della Sarthe nella regione dei Paesi della Loira.

## Società

### Evoluzione demografica
Abitanti censiti